# ۱۰۰ سال (فیلم)
۱۰۰ سال (به انگلیسی: 100 Years) فیلمی در ژانر تجربی و علمی-تخیلی به نویسندگی جان مالکوویچ و کارگردانی رابرت رودریگز است. این فیلم که در سال ۲۰۱۵ با عنوان «فیلمی که هرگز نخواهید دید» تبلیغ شد، قرار است در ۱۸ نوامبر ۲۱۱۵ اکران شود. مدت ۱۰۰ سال با زمانی که طول می‌کشد تا یک بطری کنیاک لویی سیزدهم به درستی کهنه شود، مطابقت دارد. عرضه به مصرف‌کنندگان در این فیلم یک گروه بین‌المللی بازیگری با بازیگر آمریکایی جان مالکوویچ، بازیگر تایوانی شویا چانگ و بازیگر شیلیایی مارکو زارور بازی می‌کنند.
۱۰۰ سال ظاهراً یک فیلم کوتاه است. رودریگز در مصاحبه ای در سال ۲۰۱۹ اظهار داشت:
من داشتم چندین فیلم کوتاه برای آن‌ها می‌ساختم، و اول آن یکی را تمام کردم، اول آن فیلم را گرفتیم، فکر می‌کردم قرار است تبلیغاتی یا چیزی شبیه به این باشد. و سپس فیلم را به آنها نشان دادم و آنها گفتند "آره، عالی است، عالی است." این همان چیزی است که ما قفل می‌کنیم. و من گفتم "چی؟ همونی که قفلش کردی؟ در مورد دیگری با آینده چطور --' 'نه، این تبلیغات است.' یکی که من بیشتر به آن وابسته بودم همانی بود که قفل کردند.

## بازیگران
در حالی که جزئیات فیلم به شدت مخفی نگه داشته شده‌است، نام و نقش سه بازیگر منتشر شده‌است:
- جان مالکوویچ در نقش قهرمان مرد
- شویا چانگ در نقش قهرمان زن
- مارکو زارور در نقش هماورد

## تولید
مالکوویچ و رودریگز در نوامبر ۲۰۱۵ اعلام کردند که با کنیاک لویی سیزدهم، متعلق به رمی مارتین، برای ساختن فیلمی با الهام از صد سالی که برای ساختن یک بطری لویی سیزدهم طول می‌کشد، همکاری کردند. اگرچه داستان فیلم یک راز کامل باقی مانده‌است، در ۱۸ نوامبر ۲۰۱۵، مالکوویچ و رودریگز سه تریلر تیزر منتشر کردند: یکپارچه سازی با سیستم عامل، طبیعت، و آینده.

## انتشار
در انتظار اکران، این فیلم در یک گاوصندوق با فناوری پیشرفته پشت شیشه‌های ضد گلوله نگهداری می‌شود که به‌طور خودکار در ۱۸ نوامبر ۲۱۱۵، روز اکران فیلم، باز می‌شود. هزار مهمان از سراسر جهان، از جمله مالکوویچ و رودریگز، یک جفت بلیط دعوت ساخته شده از فلز برای اولین نمایش دریافت کرده‌اند که می‌توانند آن را به فرزندان خود تحویل دهند. گاوصندوقی که ۱۰۰ سال در آن نگهداری می‌شود در جشنواره فیلم کن ۲۰۱۶ و شهرهای مختلف دیگر به نمایش گذاشته شد و سپس به کنیاک، فرانسه و زیرزمین‌های لویی سیزدهم بازگردانده شد.

## موسیقی
آهنگی به نام "۱۰۰ سال" که توسط فارل ویلیامز با همکاری لویی سیزدهم ساخته شده‌است که در نوامبر ۲۱۱۷ منتشر خواهد شد.